# Острови Ходжемана
Острови Ходжемана (англ. Hodgeman Islands) — це група невеликих островів, що лежать недалеко від узбережжя Антарктиди, в 7 кілометрах на захід-південний захід від мису Де ла Мотт, у східній частині входу в затоку Ватт. Їх виявила Австралійська антарктична експедиція (1911–14) під керівництвом Дугласа Моусона, який назвав острови на честь Альфреда Ходжемана, картографа і помічника метеоролога в цій експедиції.